# Arrondissements de la Creuse
Le département de la Creuse comprend deux arrondissements.

## Composition
| Nom                       | Code Insee | Superficie (km2) | Population (dernière pop. légale) | Densité (hab./km2) | Modifier             |
| ------------------------- | ---------- | ---------------- | --------------------------------- | ------------------ | -------------------- |
| Arrondissement d'Aubusson | 231        | 2 828,70         | 42 999 (2022)                     | 15                 | modifier les données |
| Arrondissement de Guéret  | 232        | 2 736,70         | 72 530 (2022)                     | 27                 | modifier les données |
| Creuse                    | 23         | 5 565,00         | 115 529 (2022)                    | 21                 | modifier les données |

## Histoire

Les arrondissements en 1800 : Aubusson (rose), Bourganeuf (jaune), Boussac (bleu), Guéret (vert)
Les arrondissements de 1926 à 2017 : Aubusson (rose), Guéret (vert)
Les arrondissements depuis 2017 : Aubusson (rose), Guéret (vert)

- 1790 : création du département de la Creuse avec sept districts : Aubusson, Bourganeuf, Boussac, Evaux, Felletin, Guéret, La Souterraine.
- 1800 : création des arrondissements : Aubusson, Bourganeuf, Boussac, Guéret.
- 1926 : suppression des arrondissements de Bourganeuf et Boussac.
- 2017 : modification des périmètres des deux arrondissements d'Aubusson et Guéret[1]